# Mascouten
Mascouten (Mascoutin), algonkinsko indijansko pleme, katerega prvotni dom je bil na jugozahodu Spodnjega Michigana, od koder so jih med letoma 1640 in 1660 pregnali Indijanci Ottawa, Attiwandaronk in Irokezi. Okoli leta 1660 so prišli na območje Wisconsina v dveh skupinah: Severna ali Zgornja (Northern ali Upper), ki se je naselila med Indijance Wea na južnem območju ob jezeru Winnebago in Južna ali Spodnja (Southern ali Lower), ki se je pomešala s plemenoma Fox in Kickapoo ob reki Milwaukee.

## Ime
Ime Mascouten, ki se pojavlja v več različicah (Mascoutin, Mathkoutench in Musketoon), izvira iz jezika Indijancev Fox in pomeni "mali prerijski ljudje". Ime, s katerim so se imenovali sami, ni znano. Drugi starejši nazivi, s katerimi so jih imenovali Indijanci Huroni, Assistaeronon ('Ognjeni ljudje'), Assitaehronon, Assitagueronon ali Attistae, se niso nanašali samo nanje, ampak tudi na druge skupine plemen iz Spodnjega Michigana. Naziv Ontouagannha je irokeško ime in je prav tako označeval vsa plemena, ki niso govorila irokeškega jezika. George Rogers Clark jih v svojem poročilu imenuje Meadow Indians, Nicolet pa pozna zanje naziv Rasaouakoueton, pri čemer je začetna črka 'R' nič drugega kot pisna napaka in bi namesto nje morala stati črka 'M', tako da dobimo Masaouakoueton, kar je zgodnja različica imena Mascouten.

## Zgodovina
Skozi zgodovino so bili ti Indijanci znani pod številnimi imeni, imena, s katerimi so jih imenovali, pa so zajemala tudi druga plemena. Vsekakor je treba omeniti ime Assegun ali Bone Indijance, za katere Frederick Webb Hodge meni, da so bili Mascouteni ali vsaj pleme, ki jim je bilo zelo sorodno, medtem ko so še živeli na območju okoli Mackinawa in Sault Ste Marie, od koder so jih pregnali Indijanci Ottawa in Chippewa v Spodnji Michigan. Pod izrazom Muskutáwa Indijanci Fox označujejo sami sebe, pa tudi plemena Wea, Piankashaw, Peoria in Kaskaskia Indijance in to v obdobju, ko so živeli na prerijah Illinoisa in Indiane. Obstaja tudi ime Mashkótens, ki so ga dali Indijanci Potawatomi tistemu delu svojega plemena, ki se je uradno imenoval "Prairie band" in je prebival na prerijah severnega Illinoisa.
Po tradiciji Ottaw, ki jo je zapisal Schoolcraft, so v zgodnjih dneh v bližini Michilimackinaca živeli Assegun ali Bone Indijanci, ki so jih po več bitkah Ottawe pregnali na jug do reke Grand v Michiganu. Med temi bitkami na vzhodni obali jezera Michigan so se Indijanci Ottawa in Chippewa zapletli v spore z plemenom Mushkodainsug (ali Mascoutens). Od tega obdobja sta Assegun in Mascoutens postali konfederacija in sta bili pregnani globoko na jug polotoka. Tam na jugu Michigana so naleteli na Sauke, s katerimi so kasneje prešli v Wisconsin, domnevno okoli južne obale jezera Michigan, meni Hodge. Znana zgodovina se bo začela šele s prihodom Francozov v zgodnjem 17. stoletju.
Od Francozov Mascoutene prvi omenja Samuel de Champlain leta 1616 pod imenom Asistagueroüon, in pod imenom Assistagueronons jih locira na svoji karti južno od jezera Huron, za jezero Michigan še ni slišal in navaja, da so v vojni z Ottawami. Sagard jih leta 1636 postavi 'deset dni potovanja' zahodno od južnih obal Georgian Baya. Omenjajo jih tudi Jezuiti (1640) z informacijo, da so v vojni z Attiwandaronki ali Nevtralci, prijatelji Ottaw.
Prvi stik s tem plemenom, pravi Hodge, je imel Nicolas Perrot, ki je obiskal njihovo vas na reki Fox v Wisconsinu, česar Sultzman ne omenja. Naslednji popotnik, ki omenja Mascoutene, je bil Jean Nicolet. Tudi njegov obisk vasi Mascoutenov ni zanesljiv, po Sultzmanu pa je zanje in za druga plemena slišal šele od Winnebagov iz Green Baya. Gotovo pa jih leta 1670 obišče jezuit Claude-Jean Allouez in leta 1673 oče Jacques Marquette, oba sta se nahajala med rekama Fox in Wisconsin. V tistem času so na teh območjih prebivali Kitchigami, Assegun (Bone), Mundua in Noquet, ki jih bo, po mnenju Sultzmana, absorbiral Mascouten. Pleme Wea se je tukaj ločilo od drugih skupin in se naselilo v svoji vasi blizu Chicaga, medtem ko so Mascouteni odšli na reko Melleoki (Milwaukee) in ustanovili svojo vas.
Leta 1684, v času napada Irokezov na Fort St. Louis, so Mascouteni živeli z Miamiji pri Fort St. Louisu. To je bil čas bobrovih vojn, ki so trajale od 1630 do 1700. Južni Mascouteni, Kickapoo in Fox so takrat živeli na tem območju in sprva tolerirali trgovanje Francozov z njihovimi sovražniki Siouxi. Vendar se je zgodilo, da je padla cena krzna, zato so se Mascouteni, Fox in Kickapoo borili s Siouxi vzdolž Mississippija. Od leta 1701 so se Mascouteni naselili na reki Ohio v južnem Illinoisu in tisto leto jih je prizadela črne koze, kar jih je močno oslabilo. Takrat so jih začeli napadati tudi pro-britanski Chickasawi, zato so se Indijanci umaknili na reko Wabash in sklenili zavezništvo s plemenoma Wea in Piankashaw. Devet let kasneje (1710) je malarija opustošila doline Mississippija in Ohia ter zdesetkala Miamije, Illinoise in Mascoutene.
Takrat se je blizu Detroita zbralo več kot 1.000 Foxov, Kickapoov in Mascoutenov, zato so se Potawatomi, Wyandoti in Ottawe odločili, da jih odženejo od tam. Zgodaj spomladi 1712 so Potawatomi in Ottawa bojevniki napadli lovsko skupino Mascoutenov blizu reke St. Joseph v južnem Michiganu. Mascouteni so pobegnili k svojim starim prijateljem Foxom blizu Detroita, ki so se pripravljali na vojno. To je poskušal preprečiti francoski častnik Dubuisson, vendar so Foxi, Kickapoo in Mascouteni napadli Fort Pontchartrain (danes Detroit), in tako se je začela prva vojna Fox, ki je trajala od 1712 do 1716.
Istega leta (1712) so Potawatomi, Wyandoti, Ottawa in Mississauga Indijanci začeli napad, v katerem so pobili več kot 1.000 Foxov, Mascoutenov in Kickapoosov.
Leta 1718 so Mascouteni in Kickapoo živeli skupaj v eni vasi na Rock Riverju v Illinoisu, imeli so le 200 moških. Leta 1736 je 60 bojevnikov iz plemena Mascouten in Kickapoo živelo na reki Fox v Wisconsinu in pripadalo totemoma Wolf (Volk) in Deer (Jelen). Še vedno se jih omenja do konca 1770-ih. Severni Mascouteni so se pridružili konfederaciji Sauk in Fox in izgubili svoje ime. Druga skupina, Južni Mascouteni, se je pridružila Kickapoosom in izginila iz zgodovine.

## Etnografija
Način življenja Mascoutenov je enak kot pri drugih algonkinskih plemenih na območju Velikih jezer